# ديبورا إم. غوردون
ديبورا إم. غوردون (بالإنجليزية: Deborah M. Gordon)‏ هي عالمة نمل وعالمة أحياء وعالمة حشرات أمريكية، ولدت في 30 ديسمبر 1955.